# Åmål község
Åmål község (svédül: Åmåls kommun) Svédország 290 községének egyike. A jelenlegi község 1971-ben jött létre.

## Testvérvárosok
- Loimaa, Finnország
- Türi, Észtország
- Drøbak, Norvégia
- Grenaa, Dánia
- Gadenbusch, Németország
- Kubrat, Bulgária
- De Pere, Amerikai Egyesült Államok

## Külső hivatkozások
- Hivatalos honlap